# 미나즈키 카렌
미나즈키 카렌(일본어: 水無月 かれん, 한국명: 최가영)은 토에이 애니메이션의 제작의 애니메이션《Yes! 프리큐어5 &Yes! 프리큐어5 GoGo!》에 등장하는 가공의 인물. 애니메이션에서 목소리를 연기한 성우는 일본판은 마에다 아이, 한국판은 이계윤.

## 프로필
※ 일본판 / 한국판 順
| 미나즈키 카렌 / 최가영 | 미나즈키 카렌 / 최가영              |
| ---------------------- | ----------------------------------- |
| 성별                   | 여자                                |
| 신분                   | 학생                                |
| 소속                   | 생크 뤼미에르학원 학생회장          |
| 가족관계               | 부모님                              |
| 변신명                 | 큐어 아쿠아(Cure Aqua)              |
| 퍼스널 컬러            | 파란색                              |
| 속성                   | 물                                  |
| 등장 프리큐어 시리즈   | Yes! 프리큐어5 Yes! 프리큐어5 GoGo! |

## 인물소개
생크 뤼미에르 학원 중등부 3학년생으로 유메하라 노조미의 선배.
유래깊은 명문 미나즈키 가문의 영애로, 세계적인 음악가인 피아니스트 아버지와 바이올리니스트 어머니가 있으나 연주여행으로 집에 자주 없기에, 주로 집사할아버지와 지낸다.
학생회장으로서 전교생들의 이름과 얼굴을 모두 기억하고 있으며 학업우수, 스포츠 만능의 재색겸비 우등생으로 후배들의 선망과 존경을 한몸에 받고 있다.
머리가 좋고, 음악가인 부모님의 영향을 받아서인지 음악은 물론이고, 수상스키와 승마, 테니스 등 여러 스포츠도 특기인 팔방미인이지만 요리에는 서툰 면이 있다.
집사와 함께 정자가 있는 넓은 정원과 식물원, 승마장 등을 보유한 서양식 대저택에 살며, 섬과 산을 별장으로 소유할 정도로 엄청난 재력의 집안에서 자라서 그런지, 너츠 하우스나 광대한 별장을 두고 너무 좁지 않냐는 등 때때로 현실 감각에 어긋난 면을 보이기도 한다.
부잣집 딸이지만 냉정하고, 침착하고, 화가 나면 무섭고,카리스마에 무척이나 엄격한데다 겉으로 감정을 잘 드러내지 않으며 다른 사람에게 약점을 보여주지 않는 도도한 모습이고, 눈매가 무섭고, 얼굴은 무섭게 생겼지만, 사실은 외로움도 많이 타며, 무척이나 상냥하고 감수성 풍부한 면도 있다. 겉으로 잘 표현하지 않지만, 친구를 생각하는 마음도 누구보다 강하다. 책임감과 사명감이 너무 강해서 혼자서 다 짊어지려는 경향이 강했고 어릴 적부터 홀로 외롭게 지내온 일이 많아서인지 노조미 일행을 만나기 전까지는 프라이드가 높아서 타인의 도움은 필요없다고 생각하며 까칠하게 대했으나 이후에는 엄격한 성격을 조금씩 풀어가며, 다른사람에게도 자신의 마음을 열며 솔직해진다.
학교 내에서 흐르는 기이한 소문의 진상을 파악하기 위해, 그 원인으로 지목되는 노조미 일행을 심문하지만, 거꾸로 같이 있던 코마치와 함께 프리큐어가 되달라는 스카웃 제의를 받는다. 처음에는 의무감만으로 프리큐어가 되려 했기에 핑키 캐처를 얻지 못했지만, 어린시절 정을 받지 못했던 자신의 괴로움을 이해해 준 노조미와 친구들의 힘이 되어주고 싶다는 강한 마음이 마지막에 핑키 캐처를 얻어 지성의 프리큐어 큐어 아쿠아로 각성한다.
아키모토 코마치와는 단짝친구로, 서로 고민이 있으면 가장 먼저 상담하는 상대이기도 하다. 나츠키 린과는 취향이 서로 극과극이라 티격태격할 때도 있지만 속으로는 서로를 이해하고 있다. 밀크와는 조언을 해준 것을 계기로 서로간의 사이가 가까워졌으며, 이후 병에 걸린 밀크를 간호해주면서 장래의 꿈을 의사로 목표를 정한다.
날씬하고 아름다운 겉모습과 달리 은근히 대식가로 속도는 느리지만 먹는 양은 상당하다. 린과의 사소한 말다툼으로 많이 먹기 대결까지 갔을때도 그녀와 거의 동등할정도. 포도주스를 가장 좋아한다.

## 큐어 아쿠아
"지성의 푸른 물결! 큐어 아쿠아!!" (知性の青き泉! キュアアクア!!)
지성의 프리큐어로 변신한 모습. 이미지 색은 파란색.
1기에서 필살기 시전 시 외치는 구호는 "바위도 깨뜨리는 소녀의 격류! 자 받아라!"(岩をも砕く乙女の激流、受けてみなさい!)
특징
긴 생머리에서 포니테일로 높게 올려 묶어 나비 머리핀으로 고정시키며, 색도 선명한 파란색으로 변한다. 1기에서는 큐어 민트처럼 나비 모양 머리 장식을, 2기 GoGo에선 거기에 장미 디자인이 더해졌다. 가슴팍에 박힌 보석의 색깔은 파란색의 보색인 빨간색. 복장의 디자인은 1기 2기 모두 전체적으로 민트와 비슷하다.
전투 스타일
전투 스타일은 참모형이자 루즈와 함께 공격대장으로, '지성의 프리큐어'답게 두뇌를 활용한 작전을 많이 구사하면서 과격한 육탄전도 무리없이 해내며, 때때로 고난이도의 기술을 보여주기도 한다. 공격시에는 큐어 루즈와 짝을 이루는 일이 많으며, 서로의 필살기로 물과 불이라는 정반대의 속성으로 훌륭한 콤비를 보여주기도 한다.
필살기
- 프리큐어 아쿠아 스트림[4]
- 프리큐어 아쿠아 토네이도
- 프리큐어 사파이어 애로우

## 기타
- 프리큐어 시리즈 중 처음으로 첫 변신에 실패한 캐릭터이다. 처음에는 자신 앞에 날아든 푸른색 나비를 보자 프리큐어를 단순히 의무감이라고 생각하는 바람에 나비가 사라져서 변신에 실패했는데 다음 내용에서는 친구들을 구해야겠다는 진심이 전해지면서 두번째 시도에서 드디어 변신에 성공했다.
- 후배 프리큐어 중 자신과 공통점을 가진 캐릭터가 등장한다(두근두근! 프리큐어). 이쪽 역시 부잣집 아가씨인데다가 부모의 외부활동으로 집사의 보호를 받고 자랐다. 다만 프리큐어에 있어서는 다르게 보이는데 이쪽은 노란색 프리큐어이고 3번째로 첫 변신을 하면서 단 한 번에 첫 변신을 성공하였다.